# Schizonycha parallela
Schizonycha parallela är en skalbaggsart som beskrevs av Moser 1914. Schizonycha parallela ingår i släktet Schizonycha och familjen Melolonthidae. Inga underarter finns listade i Catalogue of Life.